# Фридрих Людвиг (пфальцграф Цвейбрюккена)
Фридрих Людвиг Цвейбрюккенский (27 октября 1619, Гейдельберг — 11 апреля 1681, Обермошель, Доннерсберг) — герцог Ландсберга в 1645—1681 годах и пфальцграф Пфальц-Цвейбрюккена в 1661—1681 годах.

## Жизнь
Фридрих Людвиг родился в Гейдельберге в 1619 году и был единственным выжившим сыном Фридриха Казимира, пфальцграфа Цвейбрюккен-Ландсберга. После смерти отца в 1645 году Фридрих Людвиг унаследовал опустошённые Тридцатилетней войной территории. Он старался по мере возможностей восстановить разрушения и содействовал торговле. В 1661 году он унаследовал герцогство Цвейбрюккен, после смерти Фридриха, пфальцграфа Цвейбрюккен-Фельденца. Новые владения также сильно пострадали от войны. Он умер в замке Ландсберг, недалеко от Обермошеля, в 1681 году. Поскольку сыновья его первого брака умерли, а сыновья его второго — морганатического — брака не могли претендовать на престол, ему наследовал король Швеции Карл XI.

## Дети
Первая жена (с 14 ноября 1645) — Юлиана Магдалена (23 апреля 1621 — 25 марта 1672), дочь Иоганна II Цвейбрюккенского. Дети:
1. Карл Фридрих (12 сентября 1646 — 22 октября 1646)
2. Вильгельм Людвиг[болг.] (23 февраля 1648 — 31 августа 1675), жена — кузина Шарлотта Фредерика, дочь Фридриха Цвейбрюккен-Фельденцского. Два сына и дочь умерли в младенчестве.
3. дочь (28 декабря 1648 — 1 января 1649)
4. сын (9 января 1650 — 12 января 1650)
5. Густав Иоганн (11 января 1651 — 25 февраля 1652)
6. дочь (род. и ум. 15 апреля 1652)
7. Шарлотта Амалия (24 мая 1653 — 8 августа 1707), муж — граф Иоганн Филипп фон Изенбург-Оффенбах
8. Луиза Магдалена (17 июня 1654 — 11 февраля 1672)
9. Мария София (13 августа 1655 — 8 октября 1659)
10. Елизавета Кристина (27 октября 1656 — 29 августа 1707), 1-й муж — граф Эмих XIV фон Лейнинген-Дагсбург; 2-й муж — Кристоф Фридрих, бургграф и граф Дона-Лаук
11. Карл Казимир (6 августа 1658 — 14 сентября 1673)
12. Юлиана Элеонора (27 июня 1661 — 12 февраля 1662)
13. Иоганн (11 февраля 1662 — 25 января 1665)

Вторая жена (морганатический брак; с 21 августа 1672) — Анна Мария Елизавета Хепп (ок. 1635 — 8 марта 1722). Дети:
1. Вильгельм Фридрих (12 октября 1673 — 3 апреля 1732)
2. Карл Эмилий (28 ноября 1674 — 21 апреля 1758), был дважды женат, оставил потомство
3. Людвиг Филипп (10 мая 1676 — 26 февраля 1724)
4. сын (род. и ум. 10 мая 1677)
5. Мария Елизавета (2 января 1679 — 1680/1)